# Руаха
Руаха (Рваха, Голяма Руаха) (на английски: Great Ruaha River, Great Rwaha River) е река в Източна Африка, в централната част на Танзания, ляв приток на Руфиджи. Дълга е около 900 km, а площта на водосборния ѝ басейн е 83 970 km². Река Руаха води началото си на 2467 m н.в. от северния склон на най-високите части на планината Ливингстън (Кипенгере), северно от езерото Малави. В горното и средното си течение тече в дълбок грабен през обширни равнинни райони, най-напред през равнината Бухоро, в т.ч. през голямото блато Усангу. След това продължава на североизток през националния парк „Руаха“, покрай северозападното подножие на платото Ухехе. След устието на най-големия си приток Кисиго (ляв) рязко завива на изток-югоизток и запазва това направление до устието си. Тук река Руаха протича в дълбока и тясна долина между платото Ухехе на юг и планината Усагара а север. В района на селището Кидату излиза от планините и с последните около 100 km тече през равнинни райони, най-напред през националния парк „Микуми“, а след това през резервата „Селъс“. Влива се отляво в река Руфиджи на 116 m н.в. Основни притоци: леви – Малангали, Кимби, Кисиго; десни – Ндембера, Малка Руаха, Лукоси. Река Руаха се отличава със своите резки колебания на оттока. Нейното пълноводие е в края на лятото и началото на есента (от януари до май), а има години, в които през зимата пресъхва изцяло на отделни участъци. Средният ѝ годишен отток е 124 m³/s, минималният – 5 m³/s, максималният – 926 m³/s. В долното си течение реката преодолява множество прагове, поради което не е плавателна за плитко газещи речни съдове.